# Melligomphus guangdongensis
Melligomphus guangdongensis – gatunek ważki z rodziny gadziogłówkowatych (Gomphidae).